# Hermann Geißler (Theologe)

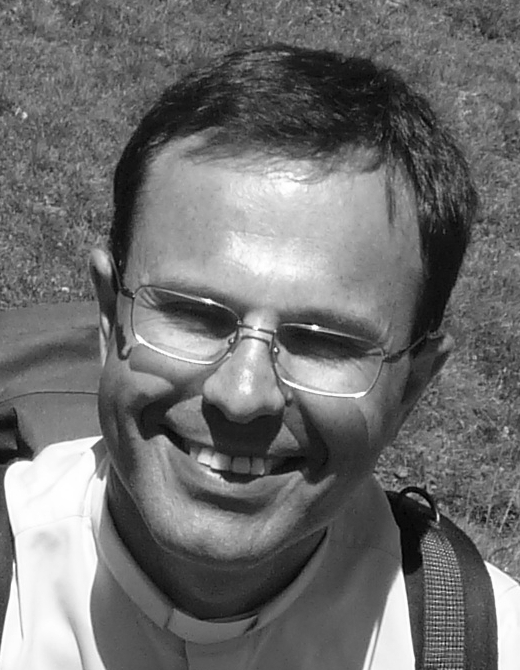
Hermann Geißler (2010)

Hermann Geißler FSO (* 12. Juni 1965 in Hall in Tirol) ist ein österreichischer römisch-katholischer Theologe und Ordenspriester. Er war neuneinhalb Jahre Leiter der Lehrabteilung der Kongregation für die Glaubenslehre in Rom und trat Anfang 2019 nach dem Öffentlichwerden von Vorwürfen der sexuellen Belästigung einer Ordensfrau von seinem Amt zurück. Er wird außerdem als Direktor des „Internationalen Zentrums der Newman-Freunde“ genannt, einer von Mitgliedern der geistlichen Familie „Das Werk“ (FSO) geleiteten Einrichtung in Rom.

## Leben

### Werdegang
Hermann Geißler stammt aus einer Tiroler Bergbauernfamilie. Nach dem Studium der Theologie und Philosophie am Collegium Rudolphinum in Heiligenkreuz bei Wien ab 1983 und nach seiner Promotion an der Lateranuniversität in Rom mit dem Thema Gewissen und Wahrheit bei Kardinal John Henry Newman wurde er 1991 zum Priester geweiht und wirkte anschließend für zwei Jahre als Seelsorger in einer österreichischen Pfarrei in der Diözese Feldkirch. Für seinen theologischen Weg prägend war nach eigener Aussage die Lektüre des Buches Rapporto sulla fede (deutsch: Zur Lage des Glaubens), das ein im Sommer 1984 geführtes Gespräch des damaligen Glaubenspräfekten Joseph Ratzinger mit dem italienischen Autor Vittorio Messori enthält. Seit 1988 gehört Geißler zur geistlichen Familie „Das Werk“ (Familia Spiritualis Opus), einer 1938 von Julia Verhaeghe gegründeten und 2001 päpstlich anerkannten geistlichen Gemeinschaft, die sich besonders dem „Dienst an der gesunden Glaubenslehre“ widmet. Um Ostern 1993 wurde er von seinen Oberen nach Rom berufen und Kardinal Ratzinger vorgestellt, der den 27-jährigen Priester als Mitarbeiter der Kongregation für die Glaubenslehre aufnahm, wo er fast 26 Jahre tätig blieb. In Rom übernahm er auch die Leitung eines von seiner Gemeinschaft geführten internationalen Begegnungszentrums. In der Glaubenskongregation arbeitete Geißler von 1993 bis 2005 an der Seite Kardinal Ratzingers und erwarb sich einen Ruf als dessen ausgezeichneter Kenner. Er besaß auch nach Ratzingers Papstwahl Zugang zu dessen Sekretär Georg Gänswein. 2008 war er als Nachfolger des von Kardinalstaatssekretär Tarcisio Bertone entlassenen Deutschen Christoph Kühn für die Leitung der deutschsprachigen Abteilung der Allgemeinen Sektion des Staatssekretariats des Heiligen Stuhls im Gespräch, scheiterte aber am Widerstand der ehemaligen Chefhaushälterin Ratzingers, Ingrid Stampa, die im Staatssekretariat angestellt war. Am 4. August 2009 wurde Geißler von Papst Benedikt XVI. zum Amtschef (Capo Ufficio) ernannt, einem der drei Abteilungsleiter in der Glaubenskongregation. Er trat Anfang 2019 von diesem Amt zurück.
Seit 2021 ist Geißler Dozent für Dogmatik an der Philosophisch-Theologischen Hochschule Benedikt XVI.

### Amtschef der Lehrabteilung
Als Amtschef, der in der Hierarchie des Dikasteriums auf der vierten Leitungsebene unmittelbar hinter dem Präfekten, dem Sekretär und dem Untersekretär der Kongregation rangierte, nahm Geißler Einfluss auf Entscheidungen und Diskussionen diverser Lehr- und Sittenfragen. So war er im April 2018 zusammen mit dem Präfekten, Erzbischof Luis Ladaria, als Repräsentant der Glaubenskongregation an einem in kirchlichen Medien stark wahrgenommenen Treffen mit Vertretern der Deutschen Bischofskonferenz in Rom beteiligt, bei dem es um Klärung eines Lehrstreits unter den Bischöfen über den Kommunionempfang nichtkatholischer christlicher Ehepartner von Katholiken ging.
Der eng mit den Angelegenheiten der Glaubenskongregation vertraute Vatikankorrespondent Guido Horst berichtete im Zusammenhang mit dem Rücktritt Geißlers im Januar 2019 von Spekulationen, wonach er als Amtschef im Herbst 2018 auch in die versuchte Absetzung des wiedergewählten Rektors der Jesuitenhochschule St. Georgen, Ansgar Wucherpfennig SJ, durch Verweigerung des Nihil obstat involviert gewesen sein könnte. Der damalige Untersekretär der dafür eigentlich zuständigen Bildungskongregation des Vatikans, Friedrich Bechina, ist ebenfalls Österreicher und FSO-Mitglied.
Am 29. Januar 2019 bestätigte der Präfekt der Glaubenskongregation den Amtsverzicht Geißlers, den dieser am Vortag eingereicht hatte, „um weiteren Schaden von der Glaubenskongregation und von seiner Gemeinschaft abzuwenden“.

### Vorwürfe, Untersuchungen, kirchlicher Freispruch
Anfang 2019 führte die Glaubenskongregation nach Angaben des Vatikansprechers Untersuchungen durch, nachdem im Herbst 2018 einer breiteren Öffentlichkeit die seit 2012 erhobenen sexuellen Belästigungsvorwürfe einer ehemaligen Schwester bekannt geworden waren, die derselben Gemeinschaft wie Geißler angehörte. Es geht um einen Vorfall aus dem Jahr 2009, bei dem der Priester die Frau bei einer Beichte bedrängt haben soll. Als brisant an dem Fall wird die Tatsache eingeschätzt, dass die Glaubenskongregation innerhalb des Vatikans diejenige Stelle ist, die mit der Untersuchung von Fällen sexueller Missbräuche durch Kleriker befasst und für kirchenrechtliche Maßnahmen bei Missbrauchsdelikten zuständig ist. Allerdings war Geißler nicht selbst in der betreffenden Abteilung tätig.
Geißler bestritt beim Einreichen seines Amtsverzichts am 28. Januar 2019 die erhobenen Vorwürfe und bat darum, das kanonische Verfahren bis zur Klärung fortzusetzen. Ausweislich von Dokumenten, die der liberalen katholischen Onlinezeitung National Catholic Reporter vorgelegt wurden, soll er allerdings vor Februar 2014 schon Übergriffigkeiten eingeräumt haben. Die konservative katholische Wochenzeitung Die Tagespost berichtete, bereits 2012/13 habe eine kanonische Untersuchung des Falls unter Federführung des damals für „schwerwiegende Delikte“ (delicti graviora) zuständigen Kirchenanwalts der Glaubenskongregation, Charles Scicluna, stattgefunden, die Geißler entlastet habe. Das Opfer wurde nach eigenen Angaben weder in dem damaligen noch in dem neuen Verfahren angehört. Erst im Februar 2019 erhielt sie von der Apostolischen Signatur, dem höchsten Gerichtshof des Vatikans, eine Einladung, um in dem Fall vernommen zu werden.
Der Jesuitenpater Klaus Mertes hatte bereits 2015 unter Verweis auf eine Buchveröffentlichung des Opfers darauf hingewiesen, dass ein Abteilungsleiter in der Glaubenskongregation zu den mutmaßlichen Tätern aus dem Orden gehört, die von dem ehemaligen Mitglied beschuldigt werden. Er warf dem damaligen Chef der Glaubenskongregation, Kardinal Müller, in diesem Zusammenhang Untätigkeit und Schweigen vor, da er von dem damals in der Öffentlichkeit namentlich noch nicht bekannten Beschuldigten wisse und nichts unternehme. Der Journalist Guido Horst sprach nach dem Rücktritt Geißlers hingegen von einer kirchenpolitisch instrumentalisierten „Hexenjagd“ und bestritt, dass die vorgeworfenen Handlungen „in der Schublade ‚sexueller Missbrauch‘ abzulegen“ seien, wiewohl man sie als unklug oder peinlich bezeichnen könne.
Wenige Tage nach Geißlers Rücktritt kam es zu einer medial beachteten Begegnung zwischen dem Wiener Kardinal Christoph Schönborn und dem Missbrauchsopfer Doris Wagner im Bayerischen Rundfunk. Schönborn bekannte, er glaube ihr die Darstellung ihrer Missbrauchserfahrungen. Auch das Verhalten Hermann Geißlers wurde in dem Gespräch mit Wagner thematisiert. Auf ihre Frage, wie man es sich zu erklären habe, dass Geißler sein Tun leugnet und sich ausweislich der Vatikanverlautbarung sogar „rechtliche Schritte“ vorbehalten will, sagte Schönborn: „Er hat sein Gewissen, er muss das verantworten, was er sagt. Ja. So wie Sie verantworten, was Sie gesagt haben.“ Die Vorarlberger Gemeinschaft „Das Werk“ reagierte mit Unmut auf die Ausstrahlung des Gesprächs, warf Wagner eine „Kampagne mit unwahren Behauptungen“ vor und kritisierte Kardinal Schönborn wegen der nach Meinung der Institutsleitung „zu pauschalen Aussagen“. Demgegenüber betonte Schönborn, es sei wichtig, Opfer erfahren zu lassen, dass sie gehört werden und dass ihnen geglaubt wird und dass es Konsequenzen gibt.
Die von Geißler angekündigten Schritte bewirkten eine ebenfalls stark beachtete einstweilige Verfügung der Pressekammer des Landgerichts Hamburg im April 2019, die dem Fernsehsender Arte sowie der Frankfurter Allgemeinen Zeitung und dem Deutschlandradio die weitere Verbreitung der Inhalte des französischen Dokumentarfilms Gottes missbrauchte Dienerinnen verbot, der sexuellen Missbrauch und sexualisierte Gewalt durch Kleriker gegen Ordensfrauen thematisiert. In dem Film befanden sich Interviewpassagen, in denen Wagner ihre Missbrauchserfahrungen im Institut „Das Werk“ beschreibt und neben den von ihr als Vergewaltigungen erlebten sexuellen Annäherungen eines anderen Institutspriesters, die zeitlich vor ihrem Erlebnis mit Geißler stattfanden, auch dessen Übergriff aus ihrer Sicht schildert. „Das Werk“ hatte die gerichtliche Verfügung nach Angaben eines Institutssprechers mit Blick auf die Persönlichkeitsrechte des Priesters Geißler erwirken lassen, der in dem Film „schuldlos“ des sexuellen Übergriffs bezichtigt werde, obwohl sein Handeln „keine sexuelle Konnotation“ gehabt habe. In anderen in dem Film beschriebenen Fällen hatten Täter Missbrauchshandlungen ebenfalls im Rahmen der Beichte begangen oder angebahnt.
Die Verfolgung der sogenannten Sollizitation (intime und aufreizende Handlungen und sexuelle Belästigungen durch Priester im Beichtstuhl), die zu den schwersten kirchenrechtlichen Verbrechen im Zusammenhang mit der Sakramentenspendung gehört, fiel auch schon vor der Neufassung der Normen über die Untersuchung und Ahndung schwerster kirchenrechtlicher Vergehen (Normae de gravioribus delictis) im Jahr 2001 in den Zuständigkeitsbereich der Glaubenskongregation und ihre Ahndung gehörte seit jeher zu den Aufgaben der Inquisition, ihrer Vorgängerorganisation. Über die moralische Komponente des Vergehens hinaus wurden derartige Handlungen traditionell auch als Missachtung und Entehrung des Bußsakraments und damit als Zeichen des Unglaubens der Täter gewertet. Die Falschbeschuldigung eines Beichtvaters wird kirchenrechtlich schwer bestraft.
Da Geißler in der Glaubenskongregation tätig war, wurde das 2019 durchgeführte Verfahren gegen ihn abweichend von der üblichen Praxis an die Apostolische Signatur abgegeben. In einem Bescheid des Gerichts vom 15. Mai 2019 stellte die aus fünf Priestern bestehende Jury fest, eine kirchenrechtliche „Straftat der Verführung zur Übertretung des Sechsten Gebotes“ stehe nicht fest, und schloss eine Bestrafung des Beschuldigten aus. Geißler selbst gab unmittelbar nach dem Erhalt seines Freispruchs ein Interview, in dem er sein Verhalten zu erklären versucht. Das vatikanische Gericht bestätigte in einer vom Presseamt des Heiligen Stuhls am 17. Mai 2019 verbreiteten Erklärung, die Umstände der behaupteten Straftat seien nicht hinreichend erwiesen, um eine Verurteilung zu rechtfertigen. Die frühere Mitschwester, der Geißler nach unstrittiger Darstellung beider Seiten nach der Beichte „emphatisch“ seine Zuneigung erklärt und sie Wange an Wange gedrückt hatte, kritisierte auf Twitter, dass sie in dem sehr zügig abgeschlossenen Verfahren trotz Einladung aus Zeitgründen letztlich nicht vernommen wurde. Sie habe aber schriftlich Unterlagen eingereicht, Zeugenaussagen vorgelegt und Verfahrensfragen gestellt, die allerdings nicht beantwortet wurden. Sie erfuhr aus der Herder Korrespondenz von der Entscheidung und wurde von der Apostolischen Signatur nicht informiert. Der Gerichtssekretär, der sizilianische Kirchenrichter Giuseppe Sciacca, der das Schreiben mitunterzeichnet hat, ist der Gemeinschaft „Das Werk“ nach Darstellung des Ex-Mitglieds freundschaftlich verbunden und soll in der Vergangenheit Geschenke von ihm erhalten haben. Gegen den Entscheid ist kein ordentlicher Rekurs möglich, nur die Beschwerde an den Papst. Der Kirchenrechtler Thomas Schüller kritisierte, dass die Betroffene von der Apostolischen Signatur nicht angehört worden sei. Am 1. Juni 2019 traten neue Rechtsvorschriften in Kraft, die Papst Franziskus im Mai 2019 mit dem Motu Proprio Vos estis lux mundi erlassen hatte und die ein Vorgehen kirchlicher Gerichte unter Geheimhaltungspflicht des Geschädigten wie in diesem Fall zukünftig verbieten.

## Veröffentlichungen
Geißler veröffentlichte eine Reihe von Beiträgen über Leben, Spiritualität und Theologie von John Henry Newman sowie zu verschiedenen aktuellen Fragen der Kirche.

### Monographien
- Gewissen und Wahrheit bei John Henry Kardinal Newman (Dissertation, Päpstliche Lateranuniversität 1991). Peter Lang, Frankfurt am Main 1992 (2. Auflage 1995), ISBN 3-631-48837-8.
Rezension: Jörg Splett: H. Geissler, Gewissen und Wahrheit bei John Henry Kardinal Newman. In: ThLZ 121 (1996), Heft 12 (Dezember), Sp. 1190f.
- Sie diente der Kirche. Mutter Julia Verhaeghe und die Entfaltung der geistlichen Familie „Das Werk“. Kißlegg 2020, ISBN 978-3-86357-282-2.
- John Henry Newman – ein neuer Kirchenlehrer? Be+Be-Verlag, Heiligenkreuz 2023, ISBN 978-3-903602-89-2.

### Herausgeberschaften
- Conoscere Newman. Introduzione alle opere. Urbaniana University Press, Vatikanstadt 2002, ISBN 978-88-401-2069-0.
- Mit Evandro Botto: Una ragionevole fede. Logos e dialogo in John Henry Newman. Vita e Pensiero, Mailand 2009, ISBN 978-88-343-1848-5.
- The Primacy of God in the Life and Writings of Blessed John Henry Newman (= Louvain Studies 35/3–4). Peeters, Löwen 2011
(Doppelnummer der Zeitschrift der Fakultät für Theologie und Religionswissenschaften der KU Leuven zum Thema John Henry Newman).

### Aufsätze und Fachartikel
- John Henry Newman. Ein Wort von Herz zu Herz. In: Eberhard von Gemmingen (Hrsg.): Visionen großer Christen. Zwischenrufe zur Zeitenwende. Herder, Freiburg i. B. 2000, S. 138–144.
- El Cardenal John Henry Newman en el bicentenario del nacimiento. In: Ecclesia 15 (2001), S. 319–329.
- Apologia pro vita sua. In: Conoscere Newman. Introduzione alle opere, Urbaniana University Press, Città del Vaticano 2002, S. 37–58.
- John Henry Newman. La coscienza e l’assenso alla Verità. In: ders. mit Evandro Botto, Mauro De Gioia CO, Claudio M. Papa (Hrsg.): Rosmini e Newman. Un confronto con la modernità. Il Cittadino, Genua 2006, S. 47–64.
- Der Petrusdienst heute: Stein des Anstoßes – Fels der Kirche. In: Theologisches Juli/August 2006, S. 209–216.
- Newman e la dettatura del relativismo. In: Vita e Pensiero XC (2007/5), S. 84–92.
- Der Retter der Welt und kein rosiger Anfang. In: Theologisches November/Dezember 2007, S. 379–382.
- Equivoci e rischi della fuga nell’esoterismo. In: Vita e Pensiero XCI (2008/4), S. 123–128.
- „Zehntausend Schwierigkeiten machen keinen Zweifel“. Zur Seligsprechung von Kardinal John Henry Newman. In: OrdensNachrichten 49 (2010), Heft 5 (PDF; 1,0 MB), S. 69–78.
- Custodi e Interpreti della vita. Attualità dell’enciclica Humanae vitae. In: Familia et vita XVI/1 (2011), S. 315–319.
- Gewissen und Wahrheit in den Schriften des seligen John Henry Newman. In: Forum Katholische Theologie 28 (2012), S. 185–200.
- Anno della fede, la lezione di Newman. In: Vita e Pensiero XCV (2012/5), S. 65–74.
- Das Zeugnis der Gläubigen in Lehrfragen nach John Henry Newman. In: Communio 41 (2012), Heft 6, S. 669–683 (Leseprobe online).
- Einführung, in: John Henry Newman: Apologia pro vita sua. 2. Auflage, Media Maria Verlag, Illertissen 2013, ISBN 978-3-9811452-9-8, S. 19–38.
- Herzenshaltungen des Apostels nach J.H. Newman. In: Communio 44 (2015), S. 189–200.
- Lo zelo apostolico di san Paolo secondo Newman. In: Urbaniana University Journal 68 (3/2015), S. 161–174.
- Die Sendung der Christen in der Welt nach John Henry Newman. In: Forum Katholische Theologie 32 (2016), S. 199–208.
- Sulla speranza nella vita cristiana. Riflessioni a partire da alcuni discorsi di John Henry Newman. In: Urbaniana University Journal 69 (3/2016), S. 199–208.
- Das Gewissen ist der ursprüngliche Statthalter Christi. Ein Blick auf Newmans Lehre über das Gewissen. In: Communio 46 (2017), Heft 5, S. 466–480 (Leseprobe online).
- Carlo Caffarra e il dibattito sulla coscienza morale. In: Anthropotes 33 (2017), S. 681–689.